# Muzeul de Etnografie din Botoșani
Muzeul de Etnografie este un muzeu județean din Botoșani, amplasat în Bulevardul Mihai Eminescu, 50. Muzeul se află în clădirea monument istoric Casa Ventura, unde a fost mutat pentru a putea fi consolidată fosta locație Casa Manolache Iorga. 
În cadrul patrimoniului muzeal botoșănean, colecția etnografică ocupă un loc de suflet, sufletul civilizației sătești. Primele achiziții pentru un viitor muzeu etnografic au început din anii 1957-1958. Mai târziu, în anul 1967, inventarul s-a îmbogățit cu donația făcută de preotul Dumitru Grigoraș de la Orașeni-Deal, cuprinzând 70 de piese. Până în anul 1983 numărul de piese a ajuns la 773. Între anii 1989-2007 piesele etnografice reprezentând arhitectura populară, ocupațiile zonei, meșteșugurile, ceramica, piesele de mobilier, țesăturile, portul popular, accesoriile pentru obiceiurile de Crăciun și Anul Nou, ouăle decorate, au fost integrate în expoziția permanentă, adăpostită într-o clădire de sec. XVIII " CASA MANOLACHE IORGA" (străbunicul istoricului Nicolae Iorga) și între anii 1902-1947 locuința SAINT-GEORGES (arhitectul șef al orașului Botoșani). 
Pe lângă piesele reprezentând cultura populară a zonei Botoșani, inventarul cuprinde și un număr de 1146 de piese (ceramică, port popular, ștergare, desagi și traiste din alte zone etnografice ale României) - colecția Maria și Nicolae Zahacinschi. 
În anul 2008 inventarul numără în total 3428 piese. Valoarea pieselor este dată de vechimea lor (unele din ele fiind și datate cu anii 1819, 1826, 1853, 1878, 1903, 1904 - obiecte de cult, piese de mobilier, țesături, ceramică), de motivele decorative cu simboluri specifice zonei și de cromatică. Patrimoniul etnografic a fost continuu valorificat nu numai prin expoziția permanentă (până la retrocedarea clădirii), dar și prin multe expoziții temporare de succes care sunt și în continuare deschise în diferite locații potrivite pentru un patrimoniu muzeal și chiar cu o expoziție la Cernăuți (Ucraina).
Clădirea muzeului este declarată monument istoric, având codul BT-II-m-B-01933. 